# Familiares do Santo Ofício

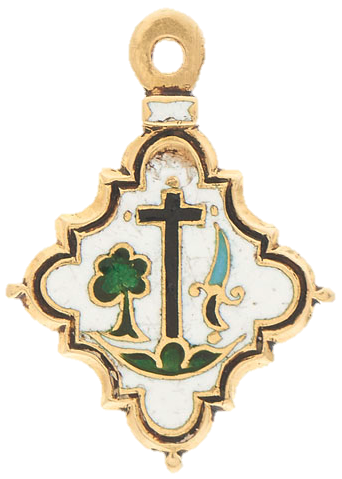
Pendente da Medalha de Familiar do Santo Ofício.

Familiares do Santo Ofício eram pessoas que se vinculavam à Inquisição, prestando serviços aos inquisidores-gerais e auxiliando-os no exercício de suas funções.

## História
A alusão mais antiga aos Familiares do Santo Ofício remonta à Idade Média, em carta do papa Inocêncio IV aos inquisidores de Florença, datada de 1282, na qual os Familiares são mencionados como integrantes e dependentes do Santo Ofício. Na Inquisição Espanhola, fundada em 1478, o termo se relaciona aos que pertenciam à família dos inquisidores, prestando-lhes serviços. No caso português, os Familiares aparecem antes do próprio estabelecimento da Inquisição (1536), designados nas Ordenações Afonsinas (1446-1447) como meirinhos ou alcaides.

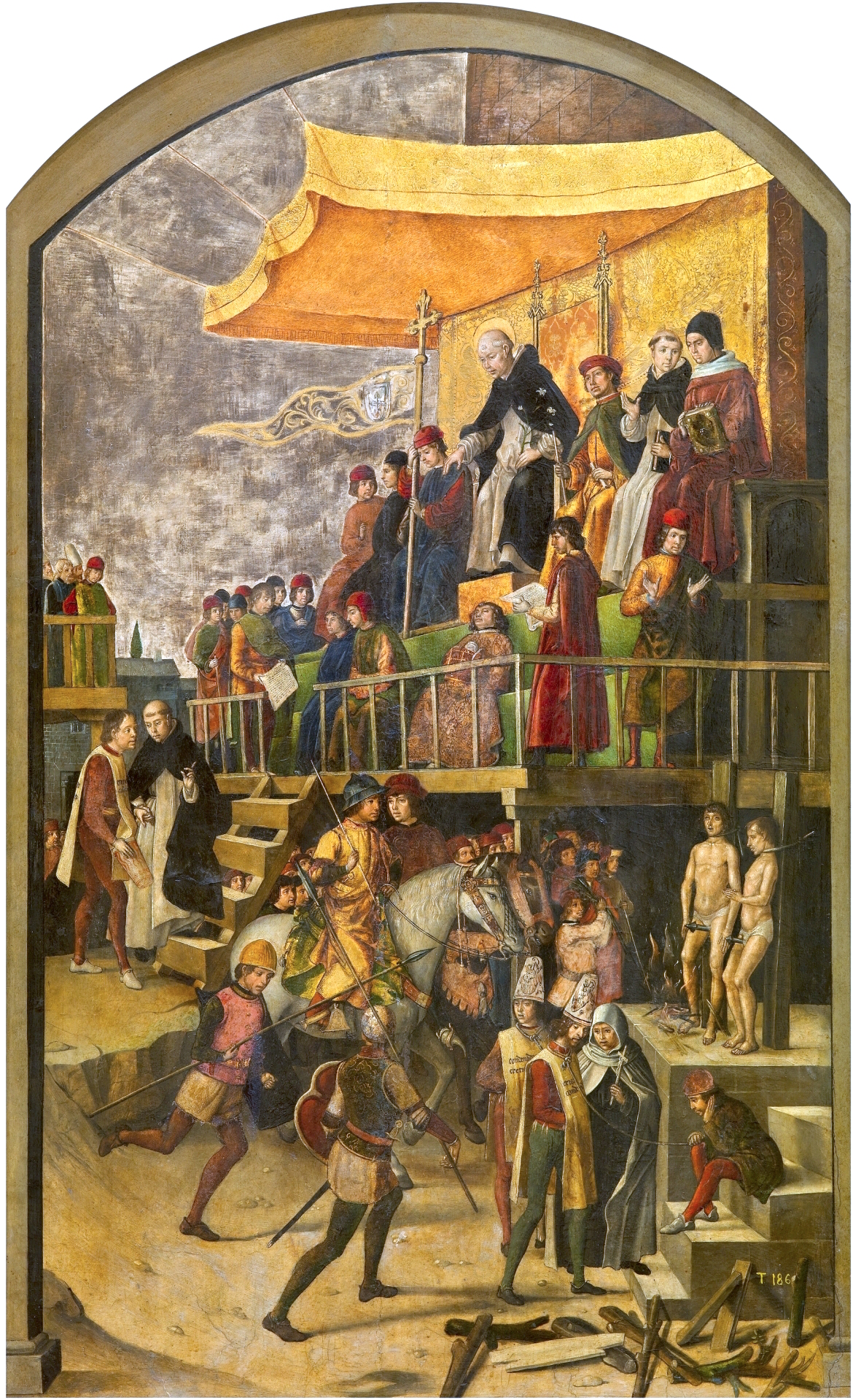
"Auto de fé", pintado por Pedro Berruguete em 1475.

As principais funções dos Familiares eram ligadas à máquina policial do Santo Ofício, cabendo-lhes executar as prisões de suspeitos de heresia, sequestrar os bens dos condenados, nos crimes em que coubesse confisco, e efetuar diligências a mando dos inquisidores. Havia ainda Familiares médicos, que examinavam os presos e avaliavam sua resistência à tortura. Exerciam, também, função precípua nos célebres Autos-de-fé, trajados com pompa, ladeando os penitentes em procissão e os condenados até o cadafalso.
No Arquivo Nacional da Torre do Tombo encontram-se os processos de habilitação dos Familiares do Santo Ofício português, incluindo os do Brasil. Esses processos incluíam diligências exaustivas sobre o sangue e a conduta do postulante, de sua esposa (caso a tivesse) e dos seus parentes até os avós. Um simples rumor apurado nessas diligências poderia prejudicar a habilitação, havendo casos de indeferimento por "sintoma de mulatice" em algum parente, ou por "nódoa de sangue judaico" na família. Os que passavam pela prova obtinham, além da familiatura, privilégios consideráveis, como a isenção de certos impostos, além do prestígio social - expresso na ostentação da medalha de Familiar - de ser alguém de confiança da Inquisição.